# 1273
Năm 1273 là một năm trong lịch Julius.

## Sự kiện
- 14 tháng 3: Trận chiến Tương Dương kéo dài sáu năm giữa hai nước Tống - Nguyên kết thúc sau khi tướng Tống là Lã Văn Hoán dâng thành đầu hàng quân Nguyên.

## Sinh
- Ngày 15 tháng 7 - Ewostatewos, nhà sư và lãnh đạo tôn giáo Ethiopia (mất 1352)
- Ngày 24 tháng 11 - Alphonso, Earl của Chester, con trai của Edward I của Anh (mất năm 1284)
- Abu al-FIDA, sử gia Ả Rập (mất 1331)
- David VIII của Gruzia (mất năm 1311)